# Vívás az 1932. évi nyári olimpiai játékokon
Az 1932. évi nyári olimpiai játékokon vívásban hét versenyszámot rendeztek. Férfi vívásban egyéni és csapatversenyt tartottak mindhárom fegyvernemben, női vívásban csak tőr egyéni verseny szerepelt a programban.

## Éremtáblázat
(Magyarország és a hazai csapat eltérő háttérszínnel, az egyes számoszlopok legmagasabb értéke, vagy értékei vastagítással kiemelve.)
| Az 1932. évi nyári olimpiai játékok éremtáblázata vívásban | Az 1932. évi nyári olimpiai játékok éremtáblázata vívásban | Az 1932. évi nyári olimpiai játékok éremtáblázata vívásban | Az 1932. évi nyári olimpiai játékok éremtáblázata vívásban | Az 1932. évi nyári olimpiai játékok éremtáblázata vívásban | Olimpia  |
| ---------------------------------------------------------- | ---------------------------------------------------------- | ---------------------------------------------------------- | ---------------------------------------------------------- | ---------------------------------------------------------- | -------- |
|                                                            | Ország                                                     | Arany                                                      | Ezüst                                                      | Bronz                                                      | Összesen |
| 1.                                                         | Olaszország (ITA)                                          | 2                                                          | 4                                                          | 2                                                          | 8        |
| 2.                                                         | Franciaország (FRA)                                        | 2                                                          | 1                                                          | 0                                                          | 3        |
| 3.                                                         | Magyarország (HUN)                                         | 2                                                          | 0                                                          | 2                                                          | 4        |
| 4.                                                         | Ausztria (AUT)                                             | 1                                                          | 0                                                          | 0                                                          | 1        |
|                                                            |                                                            |                                                            |                                                            |                                                            |          |
| 5.                                                         | Egyesült Államok (USA)                                     | 0                                                          | 1                                                          | 2                                                          | 3        |
| 6.                                                         | Nagy-Britannia (GBR)                                       | 0                                                          | 1                                                          | 0                                                          | 1        |
|                                                            |                                                            |                                                            |                                                            |                                                            |          |
| 7.                                                         | Lengyelország (POL)                                        | 0                                                          | 0                                                          | 1                                                          | 1        |
|                                                            |                                                            |                                                            |                                                            |                                                            |          |
| Összesen                                                   | Összesen                                                   | 7                                                          | 7                                                          | 7                                                          | 21       |

## Érmesek

### Férfi
| Az 1932. évi nyári olimpiai játékok férfi érmesei vívásban | | | |
| Versenyszám                                                | Arany | Ezüst | Bronz |
| tőr, egyéni                                                | Gustavo Marzi · Olaszország (ITA)                                                                                              | Joseph Levis · Egyesült Államok (USA)                                                                                        | Giulio Gaudini · Olaszország (ITA)                                                                                                 |
| kard, egyéni                                               | Piller György · Magyarország (HUN)                                                                                             | Giulio Gaudini · Olaszország (ITA)                                                                                           | Kabos Endre · Magyarország (HUN)                                                                                                   |
| párbajtőr, egyéni                                          | Giancarlo Cornaggia-Medici · Olaszország (ITA)                                                                                 | Georges Buchard · Franciaország (FRA)                                                                                        | Carlo Agostoni · Olaszország (ITA)                                                                                                 |
| tőr, csapat                                                | Franciaország (FRA) · Edward Gardère · René Bondoux · René Bougnol · René Lemoine · Philippe Cattiau · Jean Piot               | Olaszország (ITA) · Giulio Gaudini · Gustavo Marzi · Ugo Pignotti · Gioacchino Guaragna · Rodolfo Terlizzi · Giorgio Pessina | Egyesült Államok (USA) · George Calnan · Richard Steere · Joseph Levis · Dernell Every · Hugh Alessandroni · Frank Righeimer       |
| kard, csapat                                               | Magyarország (HUN) · Gerevich Aladár · Glykais Gyula · Kabos Endre · Nagy Ernő · Petschauer Attila · Piller György             | Olaszország (ITA) · Gustavo Marzi · Giulio Gaudini · Renato Anselmi · Emilio Salafia · Arturo De Vecchi · Ugo Pignotti       | Lengyelország (POL) · Tadeusz Friedrich · Marian Suski · Władysław Dobrowolski · Władysław Segda · Leszek Lubicz-Nycz · Adam Papée |
| párbajtőr, csapat                                          | Franciaország (FRA) · Fernand Jourdant · Bernard Schmetz · Georges Tainturier · Georges Buchard · Jean Piot · Philippe Cattiau | Olaszország (ITA) · Saverio Ragno · Giancarlo Cornaggia-Medici · Franco Riccardi · Carlo Agostoni · Renzo Minoli             | Egyesült Államok (USA) · George Calnan · Gustave Heiss · Frank Righeimer · Tracy Jaeckel · Curtis Shears · Miguel de Capriles      |

### Női
| Az 1932. évi nyári olimpiai játékok női érmesei vívásban |                              |                                      |                                 |
| Versenyszám                                              | Arany                        | Ezüst                                | Bronz                           |
| tőr, egyéni                                              | Ellen Preis · Ausztria (AUT) | Judy Guinness · Nagy-Britannia (GBR) | Bogen Erna · Magyarország (HUN) |

## Magyar részvétel
Az olimpián tíz vívó – nyolc férfi és két nő – képviselte Magyarországot. A magyar vívók összesen 
- két első,
- két harmadik és
- egy ötödik

helyezést értek el és ezzel huszonnégy olimpiai pontot szereztek. A legeredményesebb magyar vívó, Piller György két aranyérmet nyert.
A következő táblázat eltérő háttérszínnel jelöli, hogy a magyar vívók mely versenyszámokban indultak, illetve feltünteti, hogy – ha az első hat között végeztek, – hányadik helyezést értek el:
| Magyar részvétel az 1932. évi nyári olimpiai játékok vívóversenyein |        |        |        |        |           |           |
| Vívó                                                                | tőr    | tőr    | kard   | kard   | párbajtőr | párbajtőr |
| Vívó                                                                | egyéni | csapat | egyéni | csapat | egyéni    | csapat    |
| Benkő Tibor                                                         |        |        |        |        |           |           |
| Bogen Erna                                                          | 3.     |        |        |        |           |           |
| Danÿ Margit                                                         |        |        |        |        |           |           |
| Gerevich Aladár                                                     |        |        |        | 1.     |           |           |
| Glykais Gyula                                                       |        |        |        | 1.     |           |           |
| Kabos Endre                                                         |        |        | 3.     | 1.     |           |           |
| Nagy Ernő                                                           |        |        |        | 1.     |           |           |
| Petneházy Imre                                                      |        |        |        |        |           |           |
| Petschauer Attila                                                   |        |        | 5.     | 1.     |           |           |
| Piller György                                                       |        |        | 1.     | 1.     |           |           |